# Chiesa dei Santi Pietro e Paolo (Pederobba)
La chiesa dei Santi Pietro e Paolo è la parrocchiale di Pederobba, in provincia e diocesi di Treviso; fa parte della vicariato di Montebelluna.

## Storia
La prima citazione della pieve di Pederobba, sorta forse nell'VIII secolo, è datata 3 maggio 1152 ed è contenuta in un elenco di papa Eugenio III di chiese sottoposte al vescovo di Treviso; una seconda menzione di poco posteriore risale al 1181.

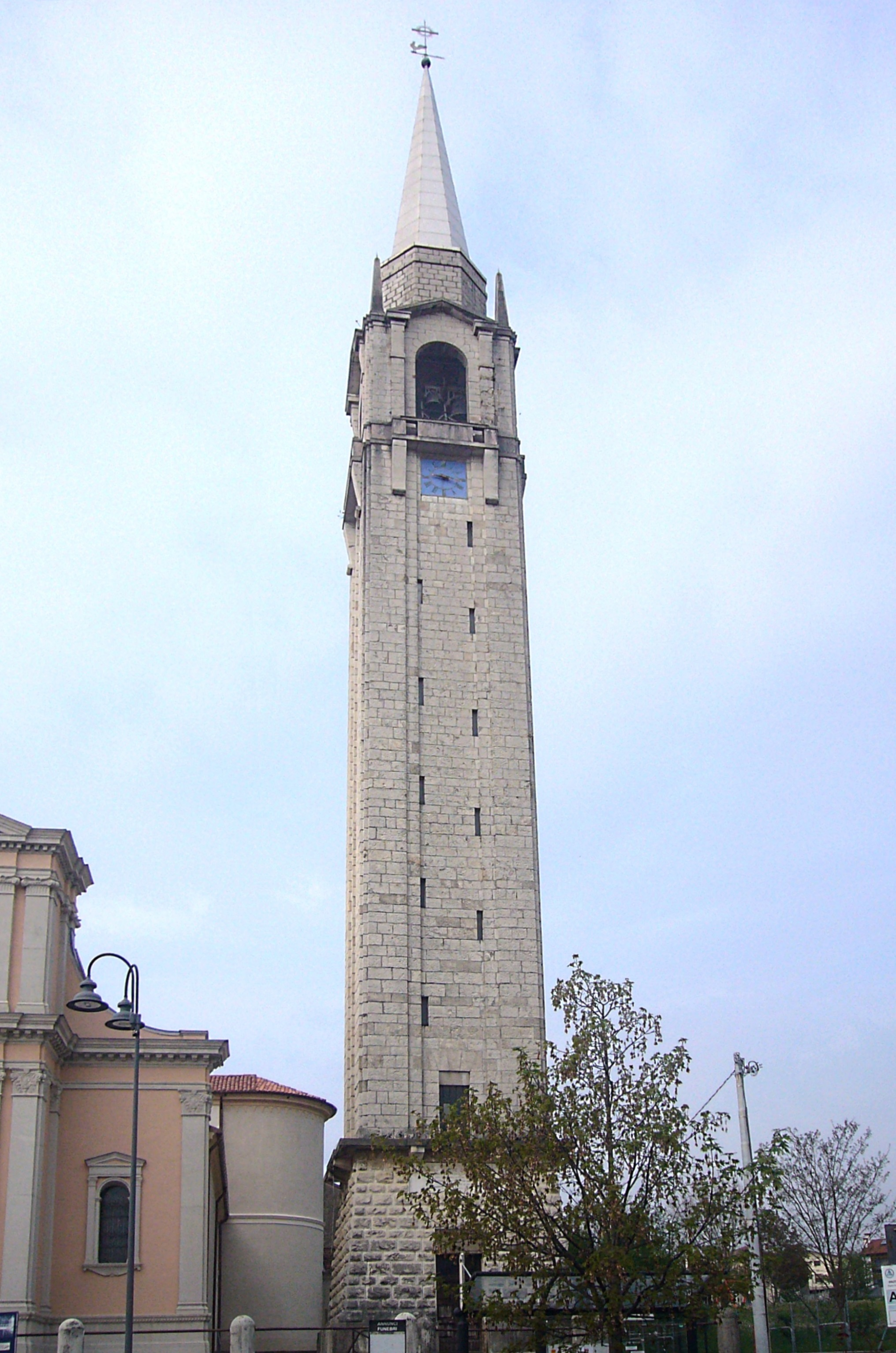
Il campanile

La chiesa venne rimaneggiata anteriormente all'Ottocento, secolo in cui, come si legge nelle descrizioni dell'epoca, aveva il portale d'ingresso rivolto a occidente, un'unica navata, l'abside di forma semiesagonale e il campanile sul lato meridionale.
Attorno al 1910 la parrocchiale fu interessata da un intervento di rifacimento totale, in occasione del quale si procedette all'aggiunta delle navate laterali, alla rotazione della pianta di 180 gradi e alla demolizione della torre campanaria.
L'edificio subì verso la fine del primo conflitto mondiale vari danni, che furono poi sanati nel dopoguerra, allorché si provvide pure a rimuovere il protiro della facciata; il nuovo campanile venne eretto nel 1933.
Negli anni settanta si provvide ad eseguire l'adeguamento litrugico secondo le norme postconciliari, in occasione del quale si procedette ad installare l'altare rivolto verso l'assemblea e l'ambone; la facciata venne restaurata nel 1985 e poi ancora nel 2015.

## Descrizione

### Esterno
La facciata a salienti della chiesa, rivolta a nordest, si compone di tre corpi: quello centrale, più avanzato, presenta centralmente il portale d'ingresso timpanato e sopra il rosone ed è scandito da due ordini di lesene sorreggenti il frontone, mentre le due ali laterali sono caratterizzate da una monofora ciascuna.

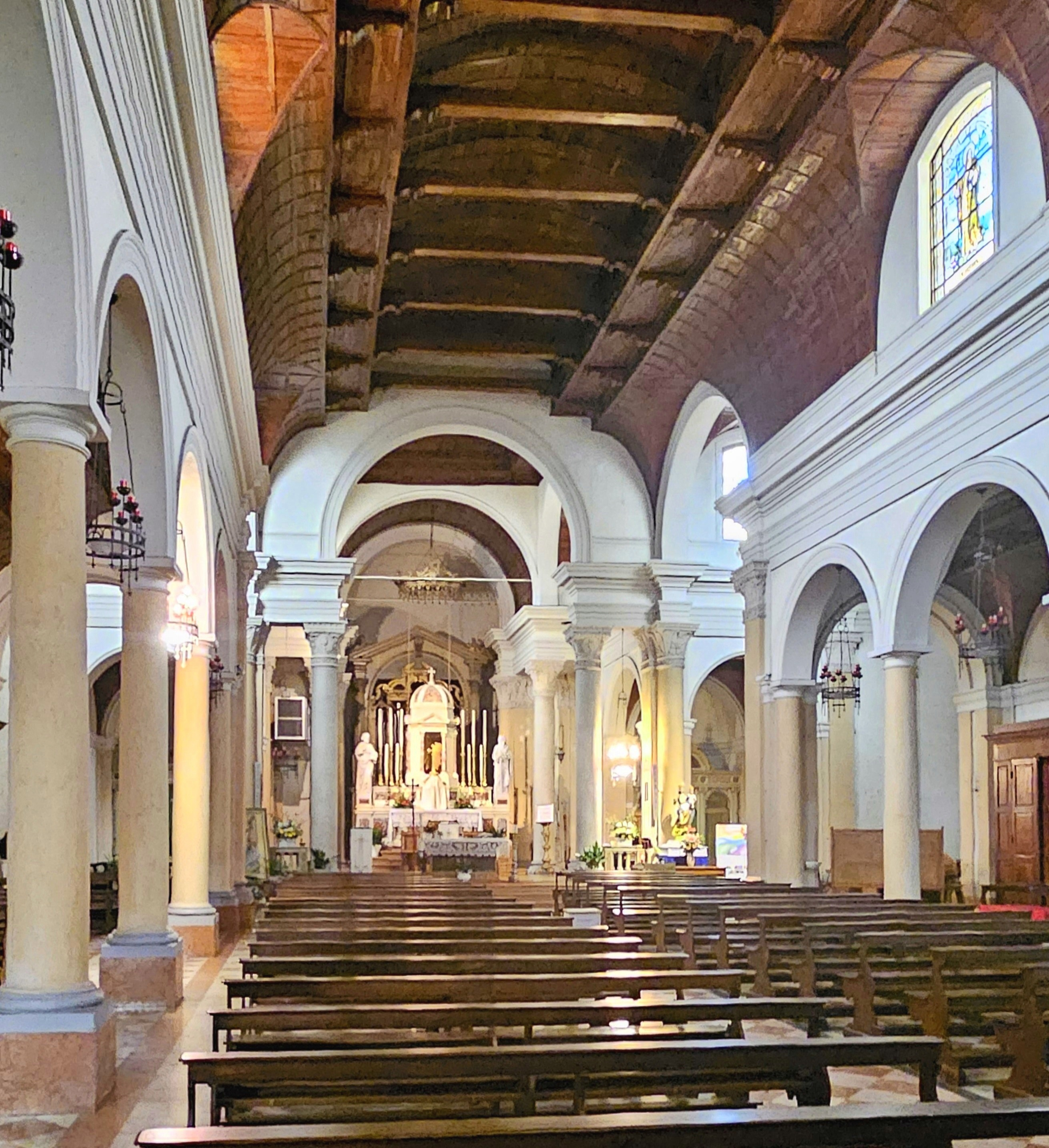
L'interno

Accanto alla parrocchiale si erge su un alto basamento a scarpa il campanile, la cui cella presenta su ogni lato una monofora ed è coronata dalla guglia poggiante sul tamburo ottagonale.

### Interno
L'interno dell'edificio è suddiviso in tre navate, coperte dalle travi lignee del tetto, da colonne d'ordine tuscanico sorreggenti degli archi a tutto sesto, sopra i quali corre la cornice modanata e aggettante e si impostano poi i due ampi archi che introducono ai bracci del transetto; al termine dell'aula si sviluppa il presbiterio, rialzato di alcuni gradini, ospitante l'altare maggiore e chiuso dall'abside di forma semicircolare.
Qui sono conservate diverse opere di pregio, tra le quali la pala raffigurante la Vergine del Rosario, realizzata nel XVI secolo presumibilmente da Jacopo da Bassano, le due statue marmoree ritraenti i santi patroni della chiesa risalenti ai primi anni del ‘600, un altare seicentesco costruito da Giacomo Piazzetta, e la statua con soggetto la Beata Vergine Maria, scolpita da Guido Cadorin.